# Chrýsáór
| Jakmile tedy jí od šije hlavu Perseus uťal, vyskočil Pégasos oř a velký Chrýsáór na svět. Po zřídlech Ókeanových, kde vznikl, se jmenoval prvý; druhý ze zlata meč zase třímal v milených rukou. |
| Hésiodos, Zrození bůh 28-284, překlad Julie Novákové |

Chrýsáór, starořecky Χρυσαωρ, latinsky Chrysaor, je v řecké mytologii obr zrozený z těla mrtvé Medúsy společně s Pegasem. Hésiodos poté dále uvádí že s ókeanovnou Kallirhoé zplodil  obra Géryonéa, kterého později zabil Héraklés. Pseudo-Apollodórova Bibliothéka a Hyginovy Fabulae uvádí že jeho otcem byl Poseidón. Podle Diodóra Sicilského byl Chrýsáór králem Iberie proslulým svým bohatstvím. Na některých jeho vyobrazeních na vázách se objevuje jako okřídlený kanec. Jeho jména znamená „zlatý meč“ a titul Chrýsáóros „zlatých čepelí“ nosila Démétér.
Bohové a hrdinové antických bájí Vojtěcha Zamarovského nebo Dictionary of Greek and Roman Biography and Mythology Williama Smithe uvádí že Chrysáór s Kallirhoé zplodil i Echidnu, ale podle čtení převládajícího na počátku 21. století Hésiodos uvádí že byla dcerou mořských božstev Forkýna a Kétó a sestrou Medúsy.

## Galerie

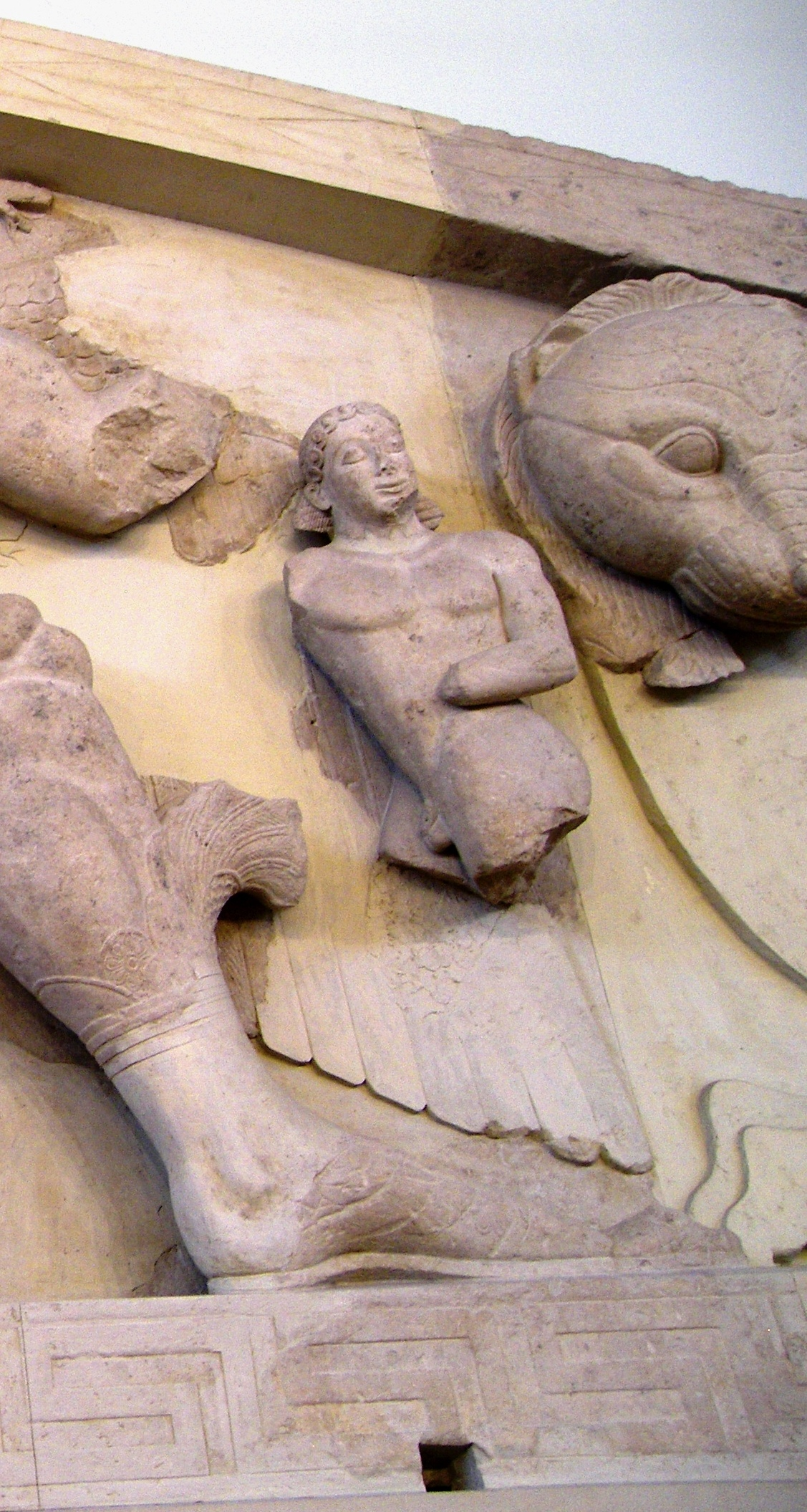
Chrýsáór na frontonu Artemidina chrámu na Korfu, 6. století př. n. l.
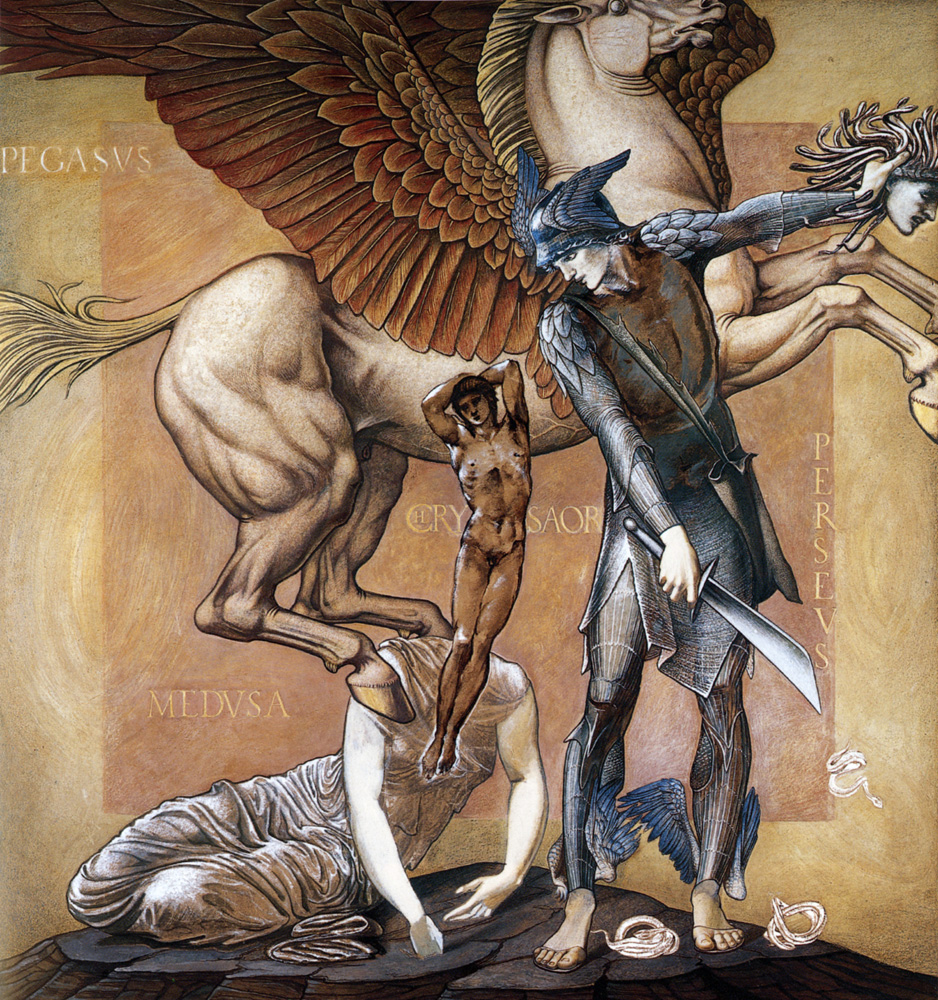
Edward Burne-Jones, Zrození Pegase a Chrýsáór, cca 1882